# 大西江镇
大西江镇，是中华人民共和国广西壮族自治区桂林市全州县下辖的一个乡镇级行政单位。

## 行政区划
大西江镇下辖以下地区：
大西江村、广福村、鲁屏村、沙子坪村、文家村、良田村、峡口村、东江村、西美村、满稼村、香花村、月塘村、锦塘村、炎井村和五星村。